# HD158979
HD158979 — хімічно пекулярна зоря спектрального класу
A0 й має видиму зоряну величину в смузі V приблизно 10,4.

## Пекулярний хімічний склад
Зоряна атмосфера HD158979 має підвищений вміст 
Cr
.